# Скобелева, Зинаида Дмитриевна
Зинаида Дмитриевна Скобелева, графиня Богарне, герцогиня Лейхтенбергская (17 января 1856 — 4 июня 1899) — фрейлина двора (14.04.1876); светская красавица императорского Петербурга, сестра генерала Скобелева, жена герцога Евгения Лейхтенбергского.

## Биография
Младшая дочь генерала Дмитрия Ивановича Скобелева (1821—1880) от его брака с Ольгой Николаевной Полтавцевой (1823—1880). Родилась в Петербурге, крещена 24 февраля 1856 года в церкви Покрова Пресвятой Богородицы в Большой Коломне при восприемстве великого князя Николая Николаевича и тетки графини Е. Н. Барановой. В юности вместе с матерью подолгу жила в Париже, где получила чисто французское воспитание. Обладала хорошим голосом, увлекалась итальянской оперой и брала уроки пения у знаменитой Полины Виардо.
По словам графа С. Д. Шереметева, при первом своем появление в обществе Зинок поражала особенностями своего туалета, не свойственного девице, и вначале не имела много успеха. Мать её, женщина светская и честолюбивая, выдав удачно замуж старших дочерей, желала для младшей «красавицы Зины» ещё более выгодной партии. Она возила её даже в Мадрид и пыталась сосватать за молодого короля Альфонсо XII, но безуспешно. Вернувшись в Петербург, Скобелевым предоставился случай в лице овдовевшего герцога Евгения Лейхтенбергского (1847—1901) (внука Николая I и правнука Жозефины Богарне).
Первая жена его Долли Опочинина (правнучка М. И. Кутузова), получившая после морганатического брака титул графини Богарнэ, в 1870 году скончалась при родах, оставив дочь Дарью. Ольга Николаевна Скобелева не любила Опочининых, и брак её племянницы с герцогом был ей невыносим, она иначе не называла своих племянниц как «противные Опочалки». После кончины жены Евгений Максимилианович вёл многолетний разгульный образ жизни, и мадам Скобелева ловко его женила на своей младшей дочери. 2 июля 1878 года в церкви Мариинского дворца герцог женился вторым браком на двоюродной сестре первой супруги — 22-летней красавице Зинаиде Скобелевой. Этот брак также был морганатическим. Художник В. В. Верещагин в письме к брату писал:

Скобелева славная баба, не только видная, но, кажется, и с хорошим характером, она, во всяком случае, стоит Евгения Лейхтенбергского.
Важный шаг был достигнут, Скобелева стала в родстве со всеми членами императорской фамилии. После венчания новобрачная получила титул графини Богарне, а впоследствии, в 1889 году, стала герцогиней Лейхтенбергской, получив желанный для неё титул Светлости. Брак оказался бездетным. Супругам принадлежали Мариинский и после его продажи в казну — Румянцевский дворцы, также — Дворец Лейхтенбергских в Петергофе. Зинаиде Дмитриевне принадлежала также усадьба Пашковское в Тамбовском уезде, полученная ею в приданое.

## Любовница

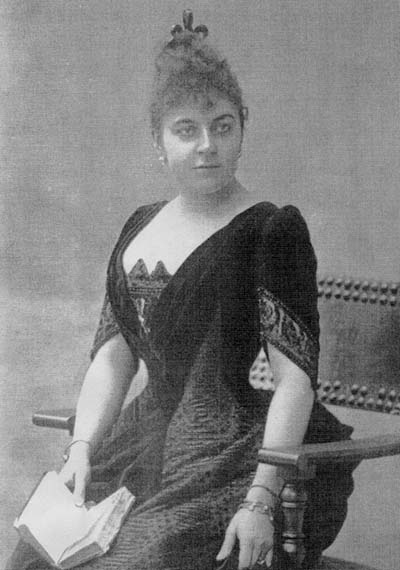
Зинаида Богарне

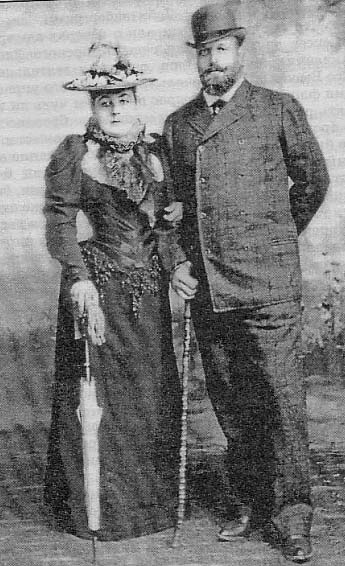
Зинаида и Алексей

Удивительно привлекательная, красивая и жизнерадостная Зина Богарне, как обыкновенно её звали, была одной из львиц петербургского света. По словам княгини Екатерины Радзивилл, она отличалась «лучистой красотой», и когда входила в комнату, то затмевала всех остальных своим обаянием. Она была искренне добра и никогда не говорила о других дурно. Многие её не любили и критиковали, но она этого не замечала и продолжала вести свою безмятежную жизнь, предпочитая смотреть на мир сквозь розовые очки. Среди обожателей графини Богарне был великий князь Алексей Александрович (1850—1908), с которым она с 1880 года состояла в любовных отношениях. Великий князь назвал в её честь свою яхту «Зиной» и в своем дворце на Мойке ради её удовольствия устраивал роскошные приемы. Великий князь Александр Михайлович («Сандро») писал:

Когда я упоминаю её имя, я отдаю себе отчет в полной невозможности описать физические качества этой удивительной женщины. Я никогда не видел подобной ей во время всех моих путешествий по Европе, Азии, Америки и Австралии, что является большим счастьем, так как такие женщины не должны попадаться часто на глаза. Когда она входила, я не мог оставаться с нею в одной комнате. Я знал её манеру подходить в разговоре очень близко к людям, и я сознавал, что в её обществе я становлюсь не ответственным за свои поступки. Все молодые Великие Князья мне в этом отношении вполне сочувствовали, так как каждый страдал при виде её так же, как и я. Находясь в обществе очаровательной Зины, единственное, что оставалось сделать — это её обнять, предоставив церемониймейстеру делать, что угодно, но мы, молодежь, никогда не могли собраться с духом, чтобы решиться на этот единственно логический поступок.

Дело осложнялось тем, что наш «Beau Brummell» Великий Князь Алексей Александрович был неразлучным спутником четы Лейхтенбергских, и его любовь к герцогине уже давно была предметом скандала. В обществе эту троицу называли «ménage royal à trois», и все усилия Императора Николая II воздействовать на своего темпераментного дядю не имели никакого успеха. Я полагаю, что Великий Князь Алексей пожертвовал бы всем русским флотом, только бы его не разлучали с Зиной.
Согласно дневнику А. А. Половцова, герцог Лейхтенбергский был «услужливым мужем и почти постоянно пьяный. Всегда жадный и промотавшийся, он пользовался тем, что великий князь Алексей Александрович был без памяти влюблен в его жену и вместе с ней вытягивал из великого князя как можно больше денег. Поведение Зины Богарне было самое скандальное».
Это трио — великого князя Алексея и герцога и герцогини Лейхтенбергских — можно было часто встретить в шикарных ресторанах и увеселительных заведениях в России и за границей, особенно в Париже. Бессонные ночи и злоупотребление спиртными напитками, особенно шампанским, вскоре подорвали здоровье Зины Богарне. По словам Половцева, она «заплыла каким-то мертвенным жиром» и у неё развился диабет (по другой версии у неё был рак горла). Скончалась в Петербурге «от воспаления брюшины и паралича сердца» в возрасте 43 лет. Похоронена на кладбище в Исидоровской церкви Александро-Невской лавры.